# 齋藤昇 (実業家)
齋藤 昇（さいとう のぼる、1966年9月10日 - ）は日本の実業家。 TDK株式会社代表取締役社長。

## 経歴
三重県出身。1989年に同志社大学法学部を卒業し、TDKに入社した。
2015年に取締役に就任後、2017年にセンサシステムズビジネスカンパニーCEOを経て、2022年4月1日に社長に就任した。